# Achalgori (gemeente)
Achalgori (Georgisch: ახალგორის მუნიციპალიტეტი, Achalgoris munitsipaliteti) of rajon Leningor (Ossetisch: Ленингоры район, Leningori rajon; Russisch: Ленингорский район, Leningorskiy rajon) is een gemeente in het noorden van Georgië en feitelijk gelegen in de afscheidingsrepubliek Zuid-Ossetië. Het is het enige district binnen Zuid-Ossetië met een etnisch Georgische meerderheid.

## Geschiedenis
Het gebied van Achalgori was ooit onderdeel van het Koninkrijk Kartlië tot het in 1801 door het Russische Rijk geannexeerd werd. Er zijn verschillende Georgische cultuur-historische monumenten te vinden van verdedigingswerken tot middeleeuwse kerken en kloosters. Na de Russische annexatie werden de contouren van de moderne bestuurlijke indeling van Georgië geschapen door de provinciale indeling van de gouvernementen.

### In Russisch Rijk

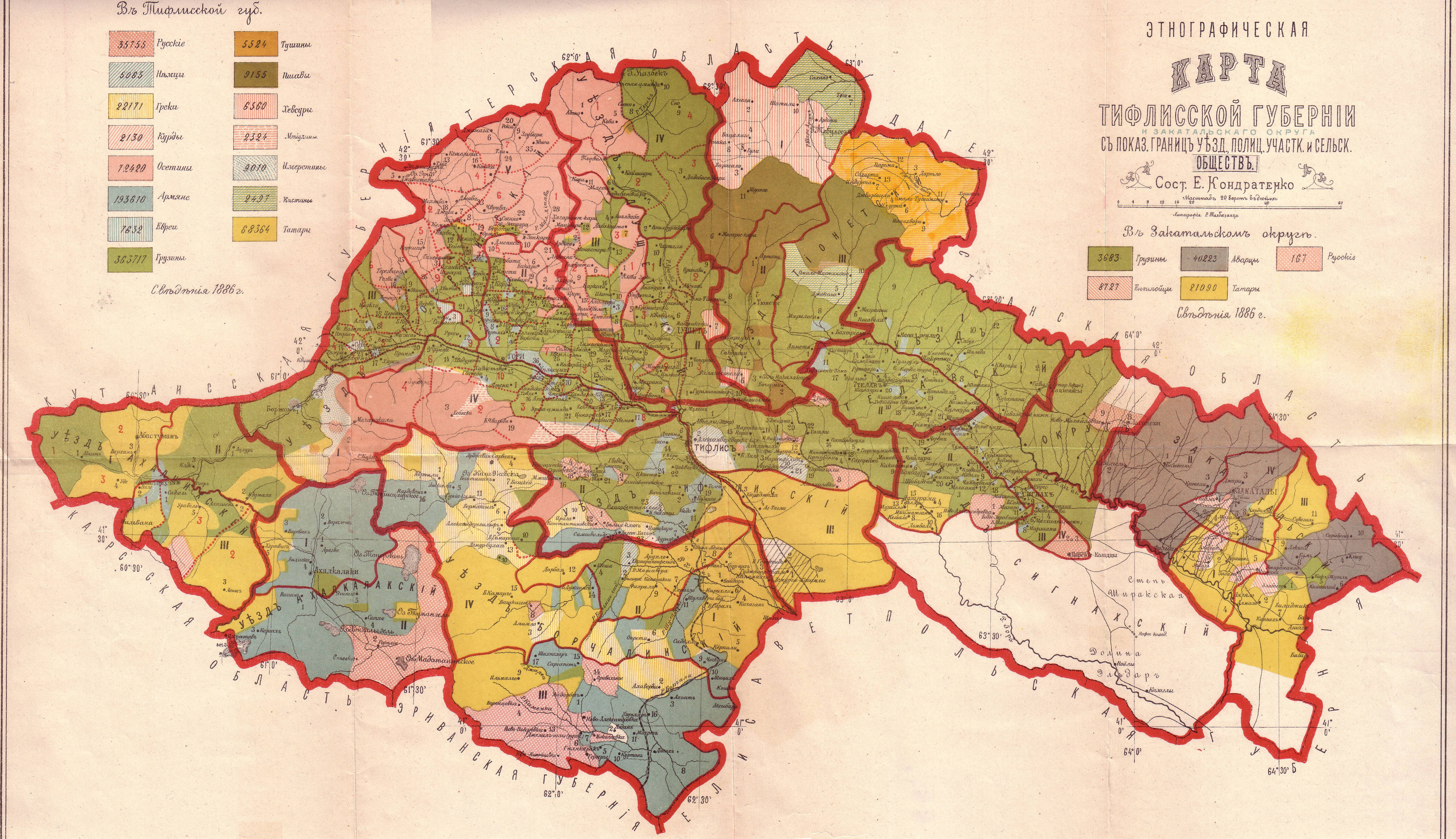
Gouvernement Tiflis: oejezd Doesjeti met oetsjastok Ksani (midden, II).

Achalgori werd ingedeeld onder het oejezd (provincie) Doesjeti van het gouvernement Georgië. Dit oejezd viel in 1840-1846 onder het gouvernement Georgië-Imeretië en vanaf 1846 onder het gouvernement Tiflis. Binnen het oejezd Doesjeti was Achalgori een van de vier gemeentelijk districten (Russisch: yча́сток, oetsjastok), namelijk het district Ksani (Ксанский участок, Ksanskíy oetsjastok) met de hedendaagse contouren.

### Vorming district
In 1921 veroverde het Rode Leger de Democratische Republiek Georgië en werd een jaar later de Zuid-Ossetische Autonome Oblast opgericht, waar het district Ksani aan toegekend werd. Tijdens de bestuurlijke herindelingen in de Sovjet-Unie werd het rajon (district) Achalgori in 1930 gecreëerd met de plaats Achalgori als centrum. In 1935 werden het district en de plaats vernoemd naar Vladimir Lenin: Leningor(i) (Russisch: Ленингорский район, Leningorskiy rajon).
Na het opheffen van de Zuid-Ossetische autonomie in 1990 kreeg het district de oorspronkelijke naam Achalgori terug. De Zuid-Osseten, die in mei 1992 de onafhankelijkheid hadden uitgeroepen, bleven de naam Leningor gebruiken. In 1995 werd Achalgori ingedeeld bij de Georgische regio Mtscheta-Mtianeti. Tijdens de hervorming van het Georgische lokaal bestuur in 2006 werd Achalgori voor de Georgische wet een gemeente. Sinds 2007 valt Achalgori voor de Georgische autoriteiten onder de Provisionele Territoriale Eenheid Zuid-Ossetië en het door Tbilisi erkende interim gezag over Zuid-Ossetië, de Zuid-Ossetische Administratie.

## Georgisch-Osseets conflict

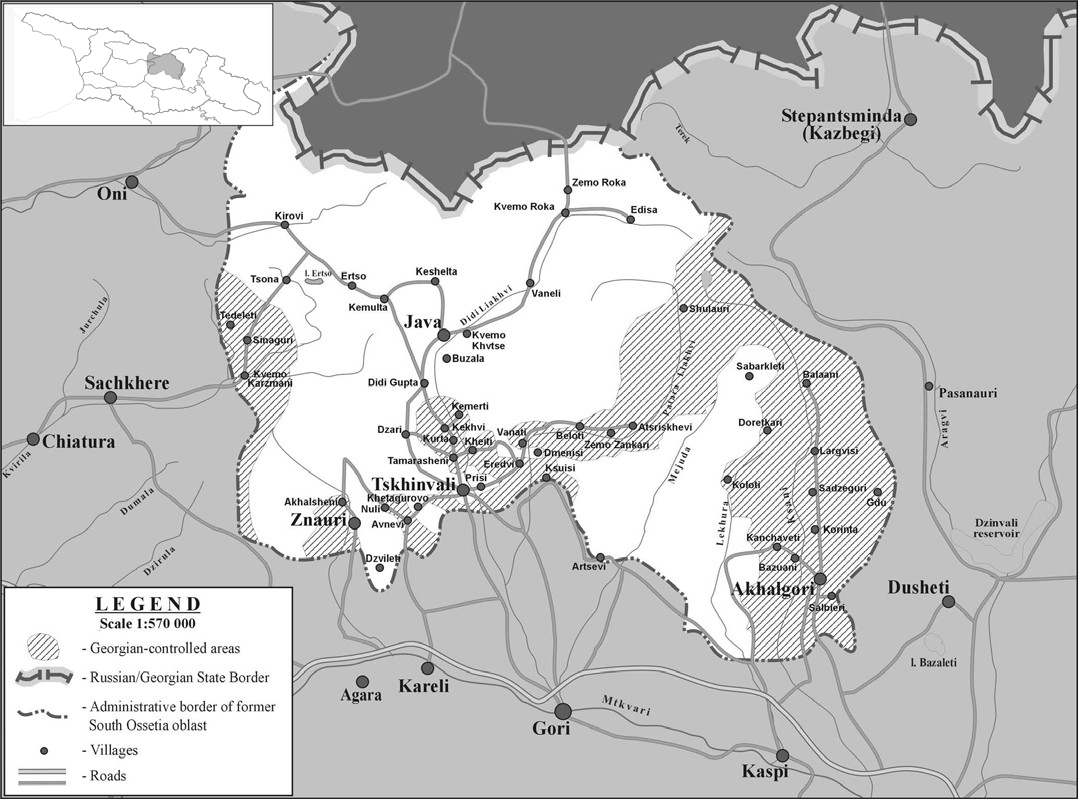
Georgisch gecontroleerde gebieden Zuid-Ossetië 1992 - 2008.

Door de burgeroorlog in 1991-1992 verloor Georgië de controle over grote delen van Zuid-Ossetië, maar bleef vrijwel geheel Achalgori onder haar gezag. Binnen de door Rusland geleide vredesmacht kreeg Georgië het mandaat over vrijwel het hele district Achalgori onder het Georgische mandaat, behalve een klein deel in het zuidwesten bij de dorpen Ortsjosjani en Tsinagari. Het gebied was het zwaartepunt van de etnisch Georgische gemeenschap in de voormalige autonome regio.
Achalgori ontkwam in 2008 aan de Russisch-Georgische Oorlog door onder andere de geografische geïsoleerdheid ten opzichte van het centrale deel van Zuid-Ossetië en het door Zuid-Ossetië gecontroleerde gebied. De oorlog betekende wel het verlies van de Georgische controle over het gebied. Georgië beschouwt gebied sindsdien als bezet door Rusland.
De etnisch Georgische dorpen in Achalgori zijn in tegenstelling tot andere gebieden in Zuid-Ossetië niet vernietigd. Wel is er sinds 2008 Zuid-Osseetse druk op de Georgische gemeenschap dat leidt tot vertrek en kunnen Georgiërs die de oorlog ontvluchtten niet terugkeren.

### Russische controle

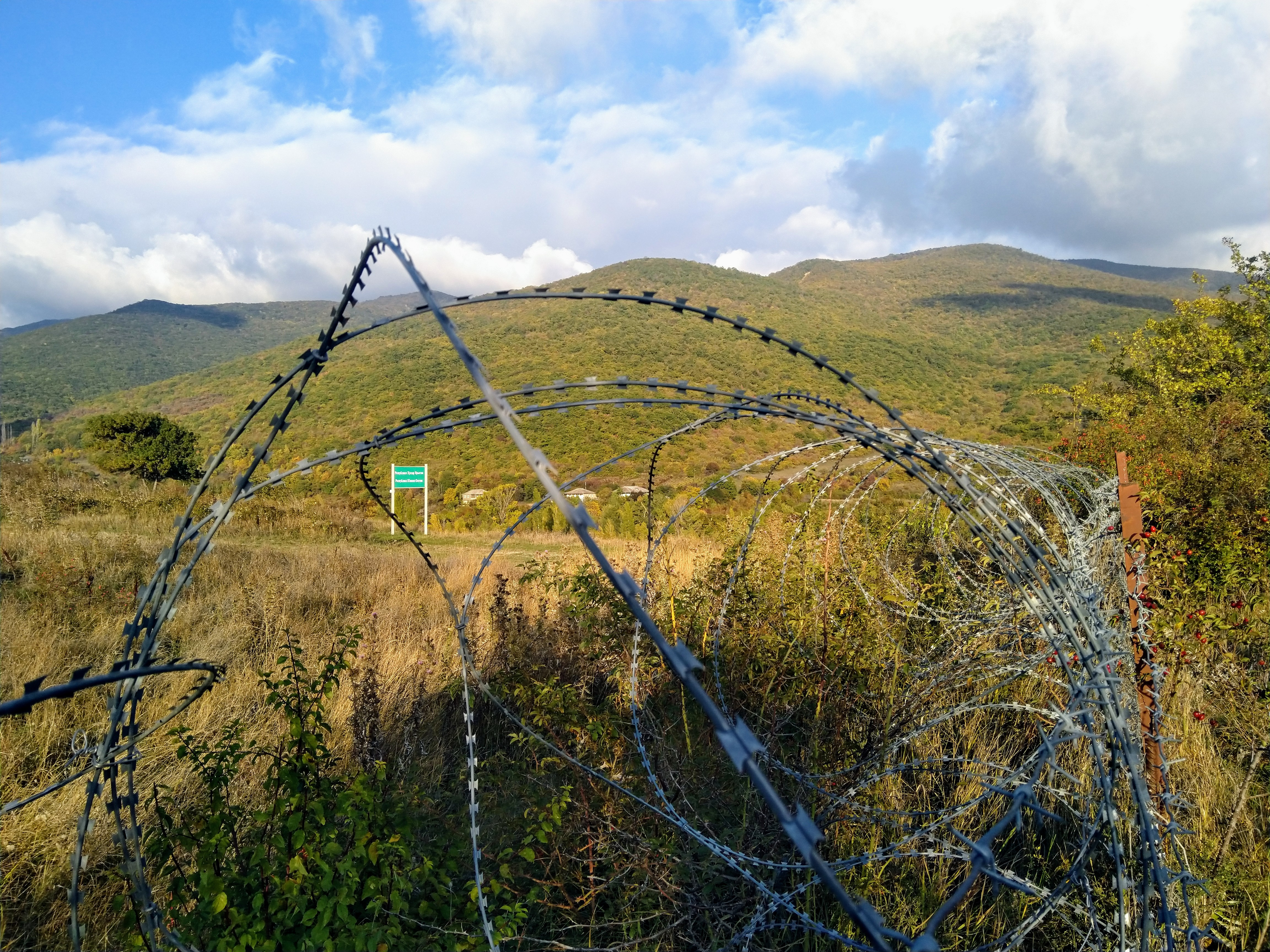
Prikkeldraadgrens bij Monasteri in de Lechoeravallei.

Na de oorlog in 2008 vergrootte Rusland vergrootte drastisch de militaire aanwezigheid. Langs de zuidelijke grens van het district kwamen drie gemilitariseerde FSB grenswachtbases, bij de dorpen Tsinagari, Ortsjosjani en Achmadzji. Er werden ook twee van dergelijke bases gebouwd in de bovenloop van de Ksani-rivier. Net buiten de hoofdplaats Achalgori kwam een militair oefenterrein.
Het zuidwestelijke deel van de feitelijke grens werd gedeeltelijk afgesloten met hekken en prikkeldraad, waarbij Georgische gemeenschappen van elkaar gescheiden werden, zoals bij het Georgisch gecontroleerde Choervaleti. Ten zuiden van Achalgori, kwam in de weg naar Tbilisi een Zuid-Osseetse grenspost dat voor hen als volledige douanepost functioneert voor de "import" van goederen. Dit is de enige grensoversteek van Zuid-Ossetië met Georgisch gecontroleerd gebied waar auto's kunnen passeren. Sinds september 2019 is deze vrijwel permanent gesloten, op een enkele uitzondering na omgeven met speciale regels.

### Georgische gemeenschap
De Georgiërs in Achalgori worden gestimuleerd te verhuizen naar centraal gecontroleerd Georgië. In 2020 hebben de Zuid-Osseetse autoriteiten het 'Familie Herenigingsprogramma' geïntroduceerd, waarmee het vertrekkers afstand laat nemen van bezit in Zuid-Ossetië en hen enig recht op terugkeer ontneemt. Andere factoren die meespelen in de migratie van Georgiërs uit het district zijn onder andere de verder beknotte Georgische taalrechten. Het onderwijs is verplicht in het Russisch (of Ossetisch) en mag het niet meer in het Georgisch gegeven worden. Verder zijn er reisrestricties naar Georgisch gecontroleerd gebied en spelen er belemmeringen om de Zuid-Osseetse "nationaliteit" aan te nemen (waarbij afstand gedaan moet worden van de Georgische) en men zo geen stem- of pensioenrecht heeft.

## Geografie

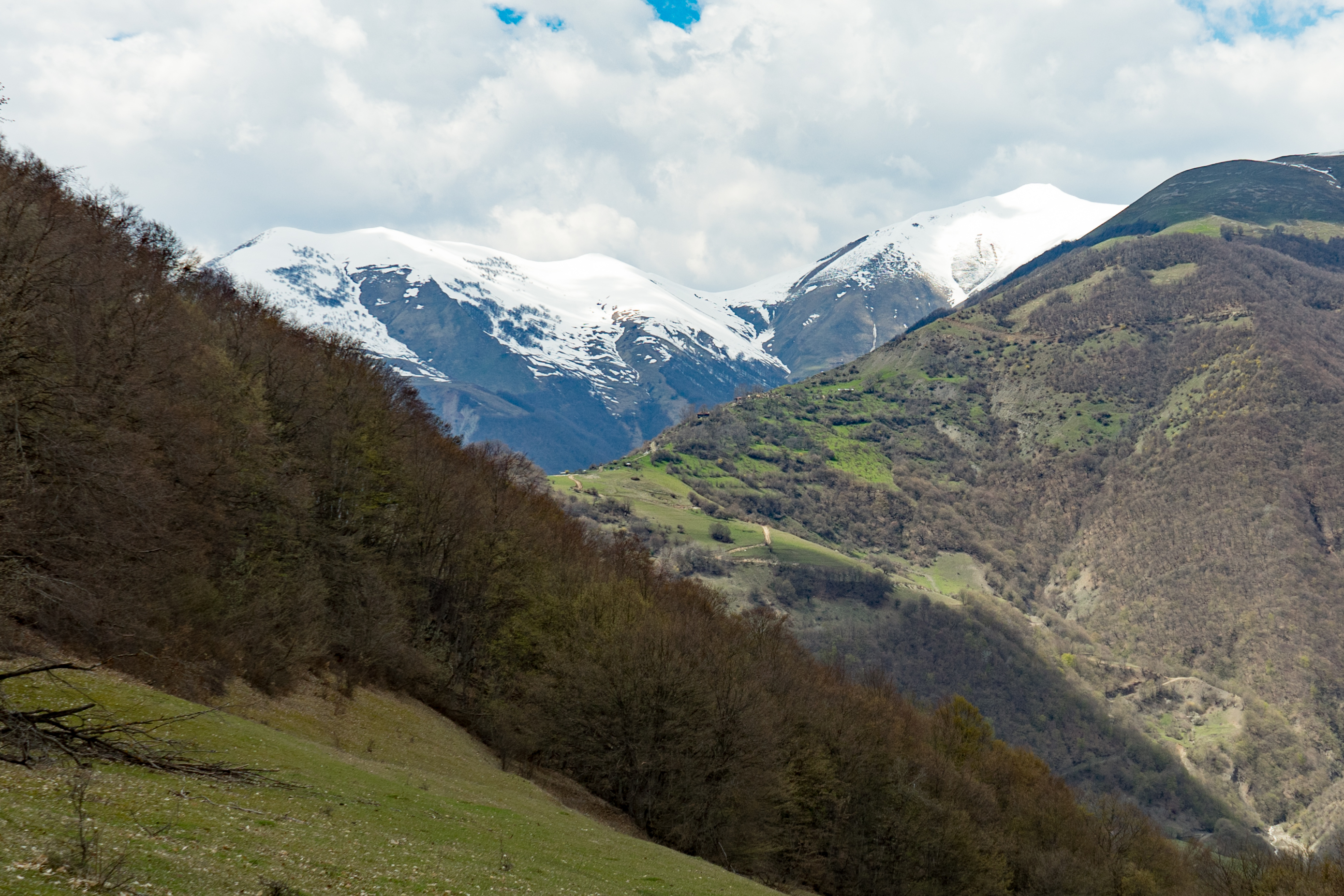
Het Lomisigebergte gezien vanaf de gemeente Doesjeti.

Achalgori heeft volgens de Zuid-Osseetse autoriteiten een oppervlakte van 993 km². Het grenst in het westen aan het Zuid-Osseetse rurale dictrict Tschinvali en Dzau in het uiterste noorden. In het noordelijke puntje grenst Achalgori tevens aan de Georgische gemeente Kazbegi en langs de gehele oostelijke flank aan Doesjeti. Ten slotte grens het in het zuiden zuiden grenst aan Kaspi en aan Gori, beiden in de regio Sjida Kartli.

### Ksani rivierbekken

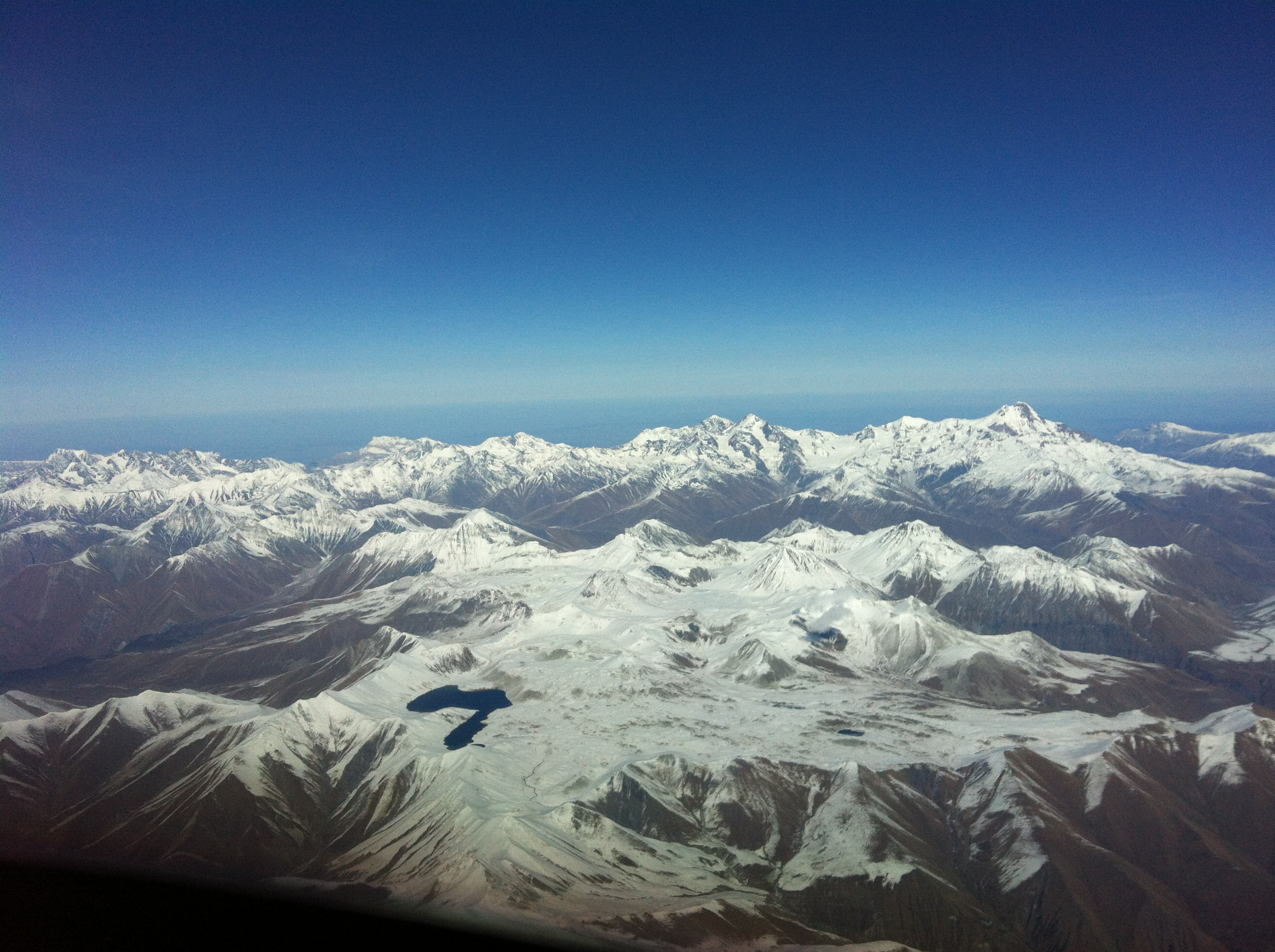
Keli vulkanisch hoogland met Kelimeer. Rechts op de horizon de Kazbek (5.047 m).

Achalgori beslaat vrijwel de gehele oostelijke flank van Zuid-Ossetië en wordt geografisch bepaald door de Ksani-rivier en twee noord-zuid subgebergtes van de Grote Kaukasus: het Charoelagebergte en Lomisigebergte. De kam van de eerste is tevens de districtsgrens met Tschinvali en het Lomisigebergte is de feitelijke oostgrens van Zuid-Ossetië. Door deze geografie ligt het district ook vrij geïsoleerd van het kerngebied van Zuid-Ossetië dat in het Liachvi-rivierbekken ligt. De zuidelijke rand van het district is de geologische begrenzing van de Sjida Kartli-vlakte.
De hoogste toppen van het district zijn in het uiterste noorden te vinden, in het Keli vulkanisch hoogland, dat de bron is van de rivieren Liachvi, Aragvi en Ksani, en deels in Achalgori ligt. Het hoogland is deel van de bergkam en waterscheiding van de Grote Kaukasus en ligt op 2600-3300 meter hoogte. De hoogste berg in het district Achalgori is de Keli met een top van 3.627 meter boven zeeniveau. Hier ligt ook het grootste meer in het district, het hoog-alpiene Kelimeer op 2.920 meter boven zeeniveau.

## Administratieve onderverdeling
Het district is voor de Zuid-Osseetse autoriteiten administratief onderverdeeld in 8 plattelandsgemeenschappen met daarbinnen in totaal 86 dorpen. Het bestuurlijk centrum Achalgori (Leningor, Ленингор) is een 'nederzetting met stedelijk karakter'.
De belangrijkste en grootste dorpen zijn Ikoti, Tsinagari (Амдзарин, Amdzarin), Ortsjosjani, en Mosabroeni (Раздахан, Razdachan).

## Demografie
Begin 2023 telde het district Achalgori / Leningor 3.365 inwoners, een daling van 20% ten opzichte van de volkstelling van 2015, waarvan 8% (300) in 2022 plaatsvond.
| district Achalgori (Leningor) |     |     | 22.725 | 16.755 | 14.543 | 13.772 | 12.073 | 7.703 | 4.209 | 3.365 |
| Georgiërs | -   | -   | 8.823  | 7.087  | 6.987  | 7.092  | 6.493  | 6.520 | 2.337 | -     |
| Osseten | -   | -   | 13.016 | 8.958  | 7.045  | 6.401  | 5.340  | 1.110 | 1.844 | -     |
| Belangrijkste plaatsen |     |     |        |        |        |        |        |       |       |       |
| Achalgori (Leningor) | 634 | 640 | 1.413  | 1.573  | 1.917  | 2.216  | 2.705  | 2.449 | 1.033 | -     |
| Ikoti | 725 | 934 | 1.039  | -      | 1.052  | 1.000  | 1.040  | 1.089 | 596   | -     |
| Tsinagari (Amdzarin) | 69  | 223 | 505    | -      | 1.062  | 951    | 753    | -     | 345   | -     |
| Ortsjosjani | 179 | 270 | 445    | -      | 591    | 602    | 633    | -     | 281   | -     |
| Mosabroeni (Razdachan) | -   | -   | 80     | -      | 276    | 363    | 364    | 281   | 218   | -     |
| Verantwoording data: 1886, 1923, 1939-1989, volkstelling 2002, Zuid-Osseetse volkstelling 2015. De statistieken na 2002 namens Zuid-Ossetië worden niet door Georgië erkend. |     |     |        |        |        |        |        |       |       |       |

### Etniciteit

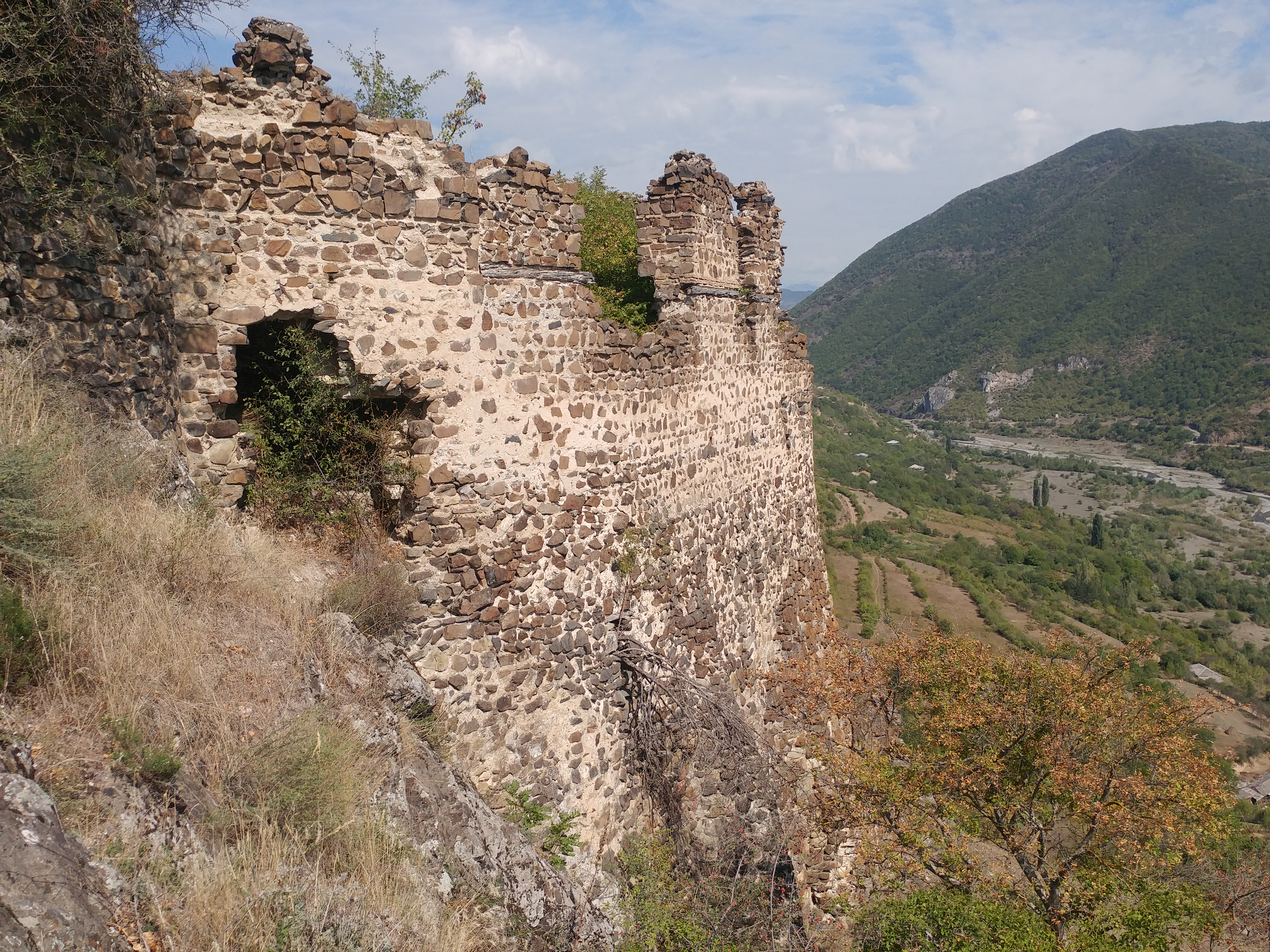
Ruïnes van het Tsirkoli-fort boven de Ksani.

Het Largvisi-klooster aan de Ksani

Volgens de Zuid-Osseetse volkstelling van 2015 was er in Achalgori een meerderheid van etnisch Georgiërs (55,6%), tegenover 43,8% Osseten. Het is het enige district in Zuid-Ossetië met een Georgische meerderheid. Het district kende bij de aanvang van de Zuid-Osseetse autonomie in 1922 nog een meerderheid aan Osseten, in 1939 was dat 57% van de bevolking, maar in de daaropvolgende decennia veranderde dit langzamerhand naar een meerderheid van Georgiërs dat vóór het uitbreken van het Georgisch-Ossetisch conflict in 1989 op 54% was beland.
In de jaren 1970 vond deze omslag plaats door het langdurig dalen van het aantal Osseten in het district. Het aantal Georgiërs bleef vrij constant. Door de burgeroorlog in 1991-92 vertrok 80% van de Osseetse bevolking uit het district, al dan niet gedwongen. In 2002 lag het aandeel Georgiërs in Achalgori daardoor op 85%. Door de oorlog in 2008 vertrok echter twee derde van de Georgische bevolking, maar is het nog steeds in een numerieke meerderheid.
De Georgische gemeenschap in Zuid-Ossetië staat echter nog steeds onder druk. De Zuid-Osseetse autoriteiten hebben in 2020 een programma opgezet dat Georgische inwoners van met name Achalgori moet stimuleren te migreren naar Georgisch gecontroleerd gebied. Dit gebeurt dan ook, wat leidt tot een sterke bevolkingsafname van het district.

## Vervoer
De Georgische nationale route Sh28 is de toegangsweg naar Achalgori vanaf de S1 (E60) in Georgisch gecontroleerd gebied, en is de centrale weg in het district langs de Ksani rivier tot het dorp Largvisi. Er is echter geen regulier doorgaand verkeer mogelijk over de feitelijke Zuid-Osseetse grens. Vanaf Achalgori is een rechtstreekse verbinding van 62 kilometer met hoofdstad Tschinvali, door het Charoelagebergte.